# Кфар-ха-Ноар-ха-Дати
Молодёжная деревня Кфар-ха-Ноа́р-ха-Дати́ (ивр. כפר הנוער הדתי‎, Молодёжная религиозная деревня) — молодёжная деревня и сельскохозяйственная школа-интернат в северной части Израиля. Расположена рядом с мошавом Кфар-Хасидим, в региональном совете Звулун. В 2020 году на территории деревни в кампусе (ивр. פנימיה‎, произносится пнимия́, означает «интернат») жило 222 человека, ученики 7— 12 классов, большинство из них новые репатрианты из Эфиопии и бывшего СССР.
Сегодня молодёжная деревня используется также как учреждение для молодежи из групп риска и детей с особыми потребностями, в том числе и уроженцев Израиля. Количество учеников увеличилось до 350 студентов.
Помимо учёбы у учеников есть возможность заниматься ручным трудом — садоводством и молочным животноводством на собственной ферме.

## Население
По данным Центрального статистического бюро Израиля, население на начало 2020 года составляло 222 человека.

## История
Создана в 1937 году для спасающейся от фашизма немецкой молодёжи, приезжающей в Израиль без родителей по молодёжной программе репатриации.
В 40-е годы XX столетия жители интерната в молодёжной деревне были разделены по возрастам, например 'ח (хет, что означает 8 класс) и так далее. У каждой группы было свое здание, в котором были комнаты на 3-4 человека. У каждой группы был главный, который отвечал за неё. Жизнь в молодёжной деревне имела свой распорядок дня: завтрак, обед, ужин в общественной столовой, работа (на кухне, вещевом складе, в прачечной, в огороде, в курятнике), школа (математика, английский язык, литература, изучение природы), сохранение религиозной идентичности (соблюдение шаббата, изучение Торы), развлечения (экскурсии, после шаббата в субботу вечером устраивались танцы). С тех пор многое изменилось.

## Цели
В 2000-е годы перед молодёжной деревней была поставлена задача помощи детям из группы риска. До 2017 года школа молодёжной деревни включала ешиву «Нахалат Исраэль» и специальную программу по Торе в средней школе «Берешит».
Сейчас в молодёжной деревне несколько направлений обучения: Карлебах (в честь Шломо Карлебаха) — обычный путь и — путь совершенства для юных репатриантов из бывшего Советского Союза.
Молодёжь из группы риска не отрезана от родителей и имеет возможность посещать родительский дом, подвозка домой по субботам бесплатная, а концепция жизни в молодёжной деревне направлена на создание эмоционального убежища. Создана соответствующая инфраструктура, поощряющая физические упражнения, есть кружки (экологический дизайн, социально-экономическое лидерство, музыка, кикбоксинг, кино, футбол, кулинария, тренажерный зал, иудаизм), осуществляется подготовка педагогического персонала к выполнению задачи (коллектив включает в себя психологов, инструкторов, управляющих домами, волонтёров-солдаток, а терапевтическая команда — специалистов по терапии, владеющих также методиками арт- и драм-терапии).
Специальности — науки о жизни и сельское хозяйство (включая гидро-солнечную научную теплицу), технологии, автомеханика, связь, компьютеры, искусство и физика.
Есть координатор для выпускников деревни, есть возможность проживания для выпускников в «Доме выпускника».

## Девиз молодёжной деревни
Девиз взят из учения раввина Шломо Карлебаха:
Всё, что нужно ребёнку — это один взрослый, который поверит в него

## Сельское хозяйство
На территории молодёжной деревни находится молочная ферма с 120 коровами, оливковое хозяйство, рядом с деревней поля пшеницы и кукурузы на которых могут работать жители молодёжной деревни, а также есть возможность получить права водителя трактора. Есть загон для коз, теплица для роз и других растений. Стажёры из молодёжной деревни обучаются ответственности и преодолению трудностей.

## Примечание
1. ↑  כפר הנוער הדתי- כפר חסידים א' (ивр.). https://aminadavdev-aouizerats-com.. Дата обращения: 9 марта 2023. Архивировано 22 октября 2022 года.
2. 1 2 3 4 5 6 7 8 9  כפר הנוער הדתי - חומר רקע (ивр.). https://knesset.gov.il (2015). Дата обращения: 20 октября 2022. Архивировано 20 октября 2022 года.
3. ↑  כפר הנוער (ивр.). https://www-zvulun-org-il.. Дата обращения: 9 марта 2023. Архивировано 20 декабря 2022 года.
4. ↑  כפר הנוער הדתי (ивр.). https://kfarhanoarhadati.org. Дата обращения: 20 октября 2022. Архивировано 20 октября 2022 года.
5. ↑  Официальные данные по населённым пунктам Израиля на конец 2019 года (ивр.). Центральное статистическое бюро Израиля. Дата обращения: 25 января 2021.
6. 1 2 3  החיים בכפר הנוער הדתי- על יד כפר חסידים (ивр.). https://www.ravdori.co.il (31 августа 2015). Дата обращения: 20 октября 2022. Архивировано 12 августа 2018 года.
7. ↑  המשק החקלאי (ивр.). https://kfarhanoarhadati.org. Дата обращения: 9 марта 2023. Архивировано 4 января 2023 года.